# Телеоб'єктив

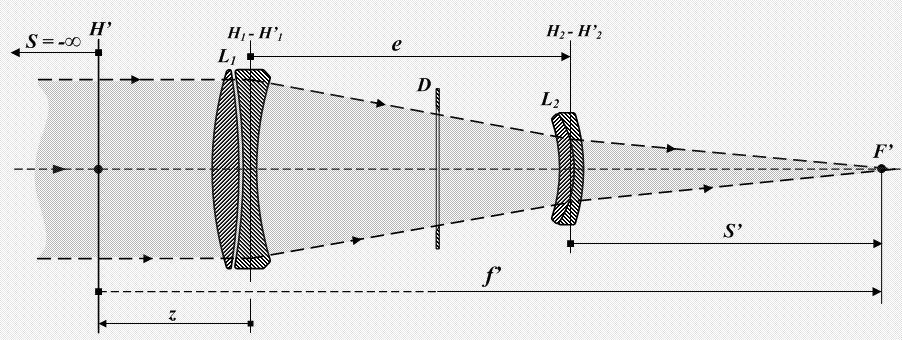
Схема телеоб'єктиву лінзової системи. H - головна задня площина; D- площина діафрагми; f - задня фокусна відстань

Телеоб'єктив (від дав.-гр. τῆλε — далеко) — фотографічний об'єктив, що має відносно велику фокусну відстань при невеликому задньому відрізку. Така конструкція об'єктиву дозволяє отримувати зображення у більшому масштабі, ніж об'єктивом, нормальним для даного формату.
Телеоб'єктив лінзової системи складається з двох елементів, розділених повітряним проміжком: телепозитива, що являє собою збиральну систему лінз, і теленегатива, що є разсіювальною системою лінз. Телепозитив утворює дійсне зображення фотографованого об'єкта, а теленегатив його збільшує.
Деякі дзеркально-лінзові об'єктиви є телеоб'єктивами.